# امیلی یانگ (کارگردان)
امیلی یانگ (به انگلیسی: Emily Young) کارگردان و نویسنده انگلیسی است که در سال ۱۹۹۹ جایزهٔ بهترین فیلم دانشجویی (Cinefondation) جشنواره فیلم کن را به دست آورد. او همچنین برای کارگردانی فیلم بوسه زندگی توانست نامزد جایزه بافتا شود. جدیدترین فیلم او ورونیکا می‌خواهد بمیرد است.

## زندگی‌نامه
امیلی یانگ در سال ۱۹۷۰ در لندن، انگلیس متولد شد. 
در رشته کارگردانی در مدرسه ملی فیلم لهستان تحصیل کرد و فیلم فارغ‌التحصیلی او با نام «دست دوم» او را برنده بخش مسابقه فیلم‌های دانشجویی جشنواره فیلم کن کرد؛ این فیلم در جشنواره‌های تایوان و آرژانتین به جوایز دیگری هم دست یافت. 
فیلم بلند این کارگردان با نام «بوسه زندگی» که مورد استقبال منتقدان قرار گرفت، به بخش نوعی نگاه جشنواره کن راه یافت و برنده جایزه کارل فورمن برای دستاورد ویژه به خاطر اولین فیلم بلند یک کارگردان، فیلمنامه‌نویس، یا تهیه‌کننده در جشنواره بافتا ۲۰۰۴ شد.